# Olympische Sommerspiele 1996/Teilnehmer (Schweden)
| Gelbes Symbol für Goldmedaillen mit stilisierten Olympischen Ringen | Graues Symbol für Silbermedaillen mit stilisierten Olympischen Ringen | Braundes Symbol für Bronzemedaillen mit stilisierten Olympischen Ringen |
| ------------------------------------------------------------------- | --------------------------------------------------------------------- | ----------------------------------------------------------------------- |
| 2                                                                   | 4                                                                     | 2                                                                       |

Schweden nahm an den Olympischen Sommerspielen 1996 in Atlanta, USA, mit einer Delegation von 177 Sportlern (111 Männer und 66 Frauen) teil.

## Medaillengewinner
Mit je zwei gewonnenen Gold-, vier Silber- und zwei Bronzemedaillen belegte das schwedische Team Platz 29 im Medaillenspiegel.

### Gold
| Name(n)                               | Sportart       | Wettkampf                       |
| ------------------------------------- | -------------- | ------------------------------- |
| Agneta Andersson & Susanne Gunnarsson | Kanu           | Frauen, Zweier-Kajak, 500 Meter |
| Ludmila Engquist                      | Leichtathletik | Frauen, 100 Meter Hürden        |

### Silber
| Name(n) | Sportart      | Wettkampf              |
| --- | ------------- | ---------------------- |
| Magnus Petersson | Bogenschießen | Einzel                 |
| Mats Olsson, Tomas Svensson, Thomas Sivertsson, Magnus Wislander, Robert Hedin, Ola Lindgren, Per Carlén, Erik Hajas, Johan Petersson, Stefan Lövgren, Robert Andersson, Pierre Thorsson, Staffan Olsson, Magnus Andersson, Martin Frandesjö & Andreas Larsson | Handball      | Herrenturnier          |
| Christer Wallin, Anders Holmertz, Lars Frölander & Anders Lyrbring | Schwimmen     | 4 × 200 Meter Freistil |
| Bobby Lohse & Hans Wallén | Segeln        | Star                   |

### Bronze
| Name(n)                                                             | Sportart | Wettkampf                         |
| ------------------------------------------------------------------- | -------- | --------------------------------- |
| Susanne Rosenqvist, Anna Olsson, Agneta Andersson & Ingela Ericsson | Kanu     | Frauen, Vierer-Kajak, 500 Meter   |
| Mikael Ljungberg                                                    | Ringen   | Schwergewicht, griechisch-römisch |

## Teilnehmer nach Sportarten

### Badminton
- Jens Olsson
Einzel: 9. Platz
- Tomas Johansson
Einzel: 17. Platz
- Pär-Gunnar Jönsson
Doppel: 17. Platz
- Peter Axelsson
Doppel: 17. Platz
Mixed, Doppel: 9. Platz
- Astrid Crabo
Mixed, Doppel: 9. Platz
- Jan-Eric Antonsson
Mixed, Doppel: 9. Platz
- Catrine Bengtsson
Mixed, Doppel: 9. Platz
Frauen, Einzel: 33. Platz
- Margit Borg
Frauen, Einzel: 9. Platz
Frauen, Doppel: 17. Platz
- Christine Magnusson
Frauen, Einzel: 17. Platz
- Maria Bengtsson
Frauen, Doppel: 17. Platz

### Bogenschießen
- Magnus Petersson
Einzel: Silber 
Mannschaft: 6. Platz
- Mikael Larsson
Einzel: 21. Platz
Mannschaft: 6. Platz
- Göran Bjerendal
Einzel: 34. Platz
Mannschaft: 6. Platz
- Jenny Sjöwall
Frauen, Einzel: 26. Platz
Frauen, Mannschaft: 7. Platz
- Christa Bäckman
Frauen, Einzel: 35. Platz
Frauen, Mannschaft: 7. Platz
- Kristina Persson
Frauen, Einzel: 43. Platz
Frauen, Mannschaft: 7. Platz

### Boxen
- Stefan Ström
Halbfliegengewicht: 17. Platz
- John Hamed Larbi
Bantamgewicht: 17. Platz
- Roger Pettersson
Halbmittelgewicht: 9. Platz
- Ismael Koné
Halbschwergewicht: 9. Platz
- Kwamena Turkson
Schwergewicht: 9. Platz
- Attila Levin
Superschwergewicht: 5. Platz

### Fechten
- Péter Vánky
Degen, Einzel: 17. Platz
- Helena Elinder
Frauen, Degen, Einzel: 31. Platz

### Fußball
- Frauenteam
6. Platz
- Kader
Annelie Nilsson
Cecilia Sandell
Åsa Jakobsson
Annika Nessvold
Kristin Bengtsson
Anna Pohjanen
Pia Sundhage
Malin Swedberg
Malin Andersson
Ulrika Kalte
Lena Videkull
Ulrika Karlsson
Camilla Svensson
Maria Kun
Julia Carlsson
Hanna Ljungberg

### Gewichtheben
- André Aldenhov
Leichtgewicht: 21. Platz
- Anders Bergström
Superschwergewicht: 12. Platz

### Handball
- Herrenteam
Silber
- Kader
Andreas Larsson
Erik Hajas
Johan Petersson
Magnus Andersson
Magnus Wislander
Martin Frändesjö
Mats Olsson
Ola Lindgren
Per Carlén
Pierre Thorsson
Robert Andersson
Robert Hedin
Staffan Olsson
Stefan Lövgren
Thomas Sivertsson
Tomas Svensson

### Judo
- Ursula Myrén
Frauen, Leichtgewicht: 20. Platz

### Kanu
- Tom Krantz
Einer-Kajak, 500 Meter: Viertelfinale
Einer-Kajak, 1000 Meter: Viertelfinale
- Markus Oscarsson
Zweier-Kajak, 500 Meter: Halbfinale
Zweier-Kajak, 1000 Meter: 8. Platz
- Staffan Malmsten
Zweier-Kajak, 500 Meter: Halbfinale
Zweier-Kajak, 1000 Meter: 8. Platz
- Paw Madsen
Vierer-Kajak, 1000 Meter: 6. Platz
- Mattias Oscarsson
Vierer-Kajak, 1000 Meter: 6. Platz
- Henrik Nilsson
Vierer-Kajak, 1000 Meter: 6. Platz
- Jonas Fager
Vierer-Kajak, 1000 Meter: 6. Platz
- Susanne Gunnarsson
Frauen, Einer-Kajak, 500 Meter: 5. Platz
Frauen, Zweier-Kajak, 500 Meter: Gold
- Agneta Andersson
Frauen, Zweier-Kajak, 500 Meter: Gold 
Frauen, Vierer-Kajak, 500 Meter: Bronze
- Ingela Ericsson
Frauen, Vierer-Kajak, 500 Meter: Bronze
- Anna Olsson
Frauen, Vierer-Kajak, 500 Meter: Bronze
- Susanne Rosenqvist
Frauen, Vierer-Kajak, 500 Meter: Bronze

### Leichtathletik
- Peter Karlsson
100 Meter: Viertelfinale
4 × 100 Meter: 5. Platz
- Torbjörn Eriksson
100 Meter: Vorläufe
200 Meter: Viertelfinale
4 × 100 Meter: 5. Platz
- Patrik Strenius
100 Meter: Vorläufe
4 × 100 Meter: 5. Platz
- Lars Hedner
200 Meter: Vorläufe
4 × 100 Meter: 5. Platz
- Anders Szalkai
Marathon: 64. Platz
- Claes Albihn
110 Meter Hürden: Vorläufe
- Sven Nylander
400 Meter Hürden: 4. Platz
- Torbjörn Mårtensson
4 × 100 Meter: 5. Platz
- Jan Staaf
20 Kilometer Gehen: 30. Platz
- Mattias Sunneborn
Weitsprung: 8. Platz
- Kent Larsson
Kugelstoßen: 17. Platz in der Qualifikation
- Tore Gustafsson
Hammerwurf: 30. Platz in der Qualifikation
- Dag Wennlund
Speerwurf: 26. Platz in der Qualifikation
- Malin Ewerlöf
Frauen, 800 Meter: Vorläufe
Frauen, 1500 Meter: Halbfinale
- Sara Wedlund
Frauen, 5000 Meter: 11. Platz
- Ludmila Engquist
Frauen, 100 Meter Hürden: Gold
- Kajsa Bergqvist
Frauen, Hochsprung: 15. Platz in der Qualifikation

### Moderner Fünfkampf
- Per-Olov Danielsson
Einzel: 10. Platz

### Radsport
- Michel Lafis
Straßenrennen, Einzel: 34. Platz
- Glenn Magnusson
Straßenrennen, Einzel: 35. Platz
- Markus Andersson
Straßenrennen, Einzel: 55. Platz
- Michael Andersson
Straßenrennen, Einzel: DNF
Einzelzeitfahren: DNF
- Jan Karlsson
Einzelzeitfahren: 18. Platz
- Roger Persson
Mountainbike, Cross-Country: 21. Platz
- Susanne Ljungskog
Frauen, Straßenrennen, Einzel: 25. Platz

### Reiten
- Louise Nathhorst
Dressur, Einzel: 10. Platz
Dressur, Mannschaft: 5. Platz
- Annette Solmell
Dressur, Einzel: 19. Platz
Dressur, Mannschaft: 5. Platz
- Ulla Håkansson
Dressur, Einzel: 20. Platz
Dressur, Mannschaft: 5. Platz
- Tinne Vilhelmson Silfvén
Dressur, Einzel: 37. Platz
Dressur, Mannschaft: 5. Platz
- Peter Eriksson
Springreiten, Einzel: 16. Platz in der Qualifikation
Springreiten, Mannschaft: 10. Platz
- Maria Gretzer
Springreiten, Einzel: 45. Platz in der Qualifikation
Springreiten, Mannschaft: 10. Platz
- Rolf-Göran Bengtsson
Springreiten, Einzel: 46. Platz in der Qualifikation
Springreiten, Mannschaft: 10. Platz
- Malin Baryard
Springreiten, Einzel: 48. Platz in der Qualifikation
Springreiten, Mannschaft: 10. Platz
- Fredrik Jönsson
Vielseitigkeit, Einzel: 13. Platz
- Linda Algotsson
Vielseitigkeit, Mannschaft: 7. Platz
- Paula Törnqvist
Vielseitigkeit, Mannschaft: 7. Platz
- Therese Olausson
Vielseitigkeit, Mannschaft: 7. Platz
- Dag Albert
Vielseitigkeit, Mannschaft: 7. Platz

### Ringen
- Usama Aziz
Federgewicht, griechisch-römisch: 14. Platz
- Anders Magnusson
Leichtgewicht, griechisch-römisch: 17. Platz
- Thorbjörn Kornbakk
Weltergewicht, griechisch-römisch: 10. Platz
- Martin Lidberg
Mittelgewicht, griechisch-römisch: 6. Platz
- Mikael Ljungberg
Schwergewicht, griechisch-römisch: Bronze
- Tomas Johansson
Superschwergewicht, griechisch-römisch: 7. Platz
- Fariborz Besarati
Papiergewicht, Freistil: 14. Platz

### Rudern
- Johan Flodin
Doppelvierer: 6. Platz
- Pontus Ek
Doppelvierer: 6. Platz
- Fredrik Hultén
Doppelvierer: 6. Platz
- Henrik Nilsson
Doppelvierer: 6. Platz
- Mattias Tichy
Leichtgewichts-Doppelzweier: 6. Platz
- Anders Christensson
Leichtgewichts-Doppelzweier: 6. Platz
- Maria Brandin
Frauen, Einer: 4. Platz
- Monika Knejp
Frauen, Leichtgewichts-Doppelzweier: 12. Platz
- Kristina Knejp
Frauen, Leichtgewichts-Doppelzweier: 12. Platz

### Schießen
- Lennart Andersson
Luftgewehr: 23. Platz
Freie Pistole: 42. Platz
- Ragnar Skanåker
Luftgewehr: 26. Platz
Freie Pistole: 25. Platz
- Peter Gabrielsson
Kleinkaliber, Dreistellungskampf: 22. Platz
Kleinkaliber, liegend: 42. Platz

### Schwimmen
- Pär Lindström
50 Meter Freistil: 33. Platz
- Lars Frölander
100 Meter Freistil: 17. Platz
4 × 100 Meter Freistil: 7. Platz
4 × 200 Meter Freistil: Silber 
100 Meter Schmetterling: 19. Platz
- Anders Holmertz
200 Meter Freistil: 5. Platz
400 Meter Freistil: 5. Platz
4 × 100 Meter Freistil: 7. Platz
4 × 200 Meter Freistil: Silber
- Fredrik Letzler
4 × 100 Meter Freistil: 7. Platz
- Christer Wallin
4 × 100 Meter Freistil: 7. Platz
4 × 200 Meter Freistil: Silber
- Johan Wallberg
4 × 100 Meter Freistil: 7. Platz
- Anders Lyrbring
4 × 200 Meter Freistil: Silber
- Linda Olofsson
Frauen, 50 Meter Freistil: 6. Platz
Frauen, 100 Meter Freistil: 10. Platz
Frauen, 4 × 100 Meter Freistil: 5. Platz
- Louise Jöhncke
Frauen, 200 Meter Freistil: 11. Platz
Frauen, 4 × 100 Meter Freistil: 5. Platz
Frauen, 4 × 200 Meter Freistil: 9. Platz
Frauen, 4 × 100 Meter Lagen: 10. Platz
- Malin Nilsson
Frauen, 200 Meter Freistil: 24. Platz
- Louise Karlsson
Frauen, 4 × 100 Meter Freistil: 5. Platz
Frauen, 200 Meter Lagen: 8. Platz
- Johanna Sjöberg
Frauen, 4 × 100 Meter Freistil: 5. Platz
Frauen, 4 × 200 Meter Freistil: 9. Platz
Frauen, 100 Meter Schmetterling: 9. Platz
Frauen, 4 × 100 Meter Lagen: 10. Platz
- Josefin Lillhage
Frauen, 4 × 200 Meter Freistil: 9. Platz
- Åsa Sandlund
Frauen, 4 × 200 Meter Freistil: 9. Platz
- Therese Alshammar
Frauen, 100 Meter Rücken: 16. Platz
Frauen, 4 × 100 Meter Lagen: 10. Platz
- Hanna Jaltner
Frauen, 100 Meter Brust: 16. Platz
Frauen, 4 × 100 Meter Lagen: 10. Platz
- Maria Östling
Frauen, 100 Meter Brust: 23. Platz
Frauen, 200 Meter Brust: 21. Platz
- Lena Eriksson
Frauen, 200 Meter Brust: 9. Platz

### Segeln
- Fredrik Palm
Windsurfen: 19. Platz
- Fredrik Lööf
Finn-Dinghy: 5. Platz
- Marcus Westerlind
470er: 18. Platz
- Henrik Wallin
470er: 18. Platz
- John Harrysson
Laser: 6. Platz
- Hans Wallén
Star: Silber
- Bobby Lohse
Star: Silber
- Mats Nyberg
Tornado: 16. Platz
- Magnus Lövdén
Tornado: 16. Platz
- Magnus Holmberg
Soling: 13. Platz
- Björn Alm
Soling: 13. Platz
- Johan Barne
Soling: 13. Platz
- Malin Milbourn
Frauen, Europe: 9. Platz
- Lena Carlsson
Frauen, 470er: 14. Platz
- Boel Bengtsson
Frauen, 470er: 14. Platz

### Tennis
- Thomas Enqvist
Einzel: 9. Platz
- Magnus Gustafsson
Einzel: 17. Platz
- Jonas Björkman
Einzel: 33. Platz
Doppel: 17. Platz
- Nicklas Kulti
Doppel: 17. Platz

### Tischtennis
- Jan-Ove Waldner
Einzel: 9. Platz
Doppel: 5. Platz
- Jörgen Persson
Einzel: 17. Platz
Doppel: 5. Platz
- Peter Karlsson
Einzel: 17. Platz
Doppel: 17. Platz
- Thomas von Scheele
Doppel: 17. Platz
- Marie Svensson
Frauen, Einzel: 17. Platz
- Åsa Svensson
Frauen, Einzel: 33. Platz
Frauen, Doppel: 17. Platz
- Pernilla Pettersson
Frauen, Doppel: 17. Platz

### Volleyball (Beach)
- Tom Englén
Herrenwettkampf: 17. Platz
- Fredrik Peterson
Herrenwettkampf: 17. Platz

### Wasserspringen
- Jimmy Sjödin
Kunstspringen: 20. Platz
Turmspringen: 14. Platz
- Joakim Andersson
Kunstspringen: 22. Platz
- Anna Lindberg
Frauen, Kunstspringen: 8. Platz